# Брюггер, Марк
Марк Брю́ггер (нем. Marc Brügger) — швейцарский кёрлингист и тренер по кёрлингу.
В составе мужской сборной Швейцарии участник чемпионата мира 1990 (заняли шестое место) и чемпионата Европы 1991 (бронзовые призёры). Чемпион Швейцарии среди мужчин.
Играл на позиции второго.
Как тренер женской сборной Швейцарии участник зимних Олимпийских игр 2010, нескольких чемпионатов мира и Европы.

## Достижения
- Чемпионат Европы по кёрлингу: бронза (1991).
- Чемпионат Швейцарии по кёрлингу среди мужчин: золото (1990).
- Чемпионат Швейцарии по кёрлингу среди ветеранов: серебро (2017).

## Команды
| Сезон   | Четвёртый       | Третий         | Второй       | Первый           | Запасной     | Турниры                      |
| ------- | --------------- | -------------- | ------------ | ---------------- | ------------ | ---------------------------- |
| 1989—90 | Даниэль Модель  | Бит Стефан     | Марк Брюггер | Лукас Фанкхаузер |              | ЧШМ 1990 · ЧМ 1990 (6 место) |
| 1991—92 | Даниэль Модель  | Марио Флюкигер | Михаэль Липс | Томас Липс       | Марк Брюггер | ЧЕ 1991                      |
| 2016—17 | Вернер Аттингер | Петер Аттингер | Ronny Müller | Марк Брюггер     | Anton Knobel | ЧШВ 2017                     |

(скипы выделены полужирным шрифтом)

## Результаты как тренера национальных сборных
| Год  | Турнир                                       | Сборная             | Место |
| ---- | -------------------------------------------- | ------------------- | ----- |
| 2001 | Чемпионат Европы по кёрлингу 2001            | Швейцария (женщины) | 3     |
| 2003 | Чемпионат Европы по кёрлингу 2003            | Швейцария (женщины) | 2     |
| 2004 | Чемпионат мира по кёрлингу среди женщин 2004 | Швейцария (женщины) | 3     |
| 2007 | Чемпионат Европы по кёрлингу 2007            | Швейцария (женщины) | 4     |
| 2008 | Чемпионат мира по кёрлингу среди женщин 2008 | Швейцария (женщины) | 3     |
| 2008 | Чемпионат Европы по кёрлингу 2008            | Швейцария (женщины) | 1     |
| 2010 | Зимние Олимпийские игры 2010                 | Швейцария (женщины) | 4     |